# Gene Carr
Gene Carr (Nanaimo, Canadá; 17 de septiembre de 1951-Los Ángeles, Estados Unidos; 13 de diciembre de 2023) fue un jugador de hockey sobre hielo canadiense, que jugó once temporadas con cinco equipos en la NHL en la posición de Centro.

## Estadísticas
| 1967–68   | Kelowna Buckaroos   | BCHL      | —   | —  | —   | —   | —   | —  | —  | —  | —  | —  |
| 1968-69   | Kelowna Buckaroos   | BCHL      | —   | 32 | 22  | 54  | 89  | —  | —  | —  | —  | —  |
| 1969–70   | Flin Flon Bombers   | WCHL      | 60  | 22 | 51  | 73  | 118 | 6  | 6  | 5  | 11 | 4  |
| 1970–71   | Flin Flon Bombers   | WCHL      | 62  | 36 | 68  | 104 | 150 | 17 | 12 | 18 | 30 | 42 |
| 1971–72   | St. Louis Blues     | NHL       | 15  | 3  | 2   | 5   | 9   | —  | —  | —  | —  | —  |
| 1971–72   | New York Rangers    | NHL       | 59  | 8  | 8   | 16  | 25  | 16 | 1  | 3  | 4  | 21 |
| 1972–73   | New York Rangers    | NHL       | 50  | 9  | 10  | 19  | 50  | 1  | 0  | 1  | 1  | 0  |
| 1973–74   | New York Rangers    | NHL       | 29  | 1  | 5   | 6   | 15  | —  | —  | —  | —  | —  |
| 1973–74   | Providence Reds     | AHL       | 10  | 4  | 10  | 14  | 18  | —  | —  | —  | —  | —  |
| 1973–74   | Los Angeles Kings   | NHL       | 21  | 6  | 11  | 17  | 36  | 5  | 2  | 1  | 3  | 14 |
| 1974–75   | Los Angeles Kings   | NHL       | 80  | 7  | 32  | 39  | 103 | 3  | 1  | 2  | 3  | 29 |
| 1975–76   | Los Angeles Kings   | NHL       | 38  | 8  | 11  | 19  | 16  | —  | —  | —  | —  | —  |
| 1976–77   | Los Angeles Kings   | NHL       | 68  | 15 | 12  | 27  | 25  | 9  | 1  | 1  | 2  | 2  |
| 1977–78   | Los Angeles Kings   | NHL       | 5   | 2  | 0   | 2   | 4   | —  | —  | —  | —  | —  |
| 1977–78   | Pittsburgh Penguins | NHL       | 70  | 17 | 37  | 54  | 76  | —  | —  | —  | —  | —  |
| 1978–79   | Atlanta Flames      | NHL       | 30  | 3  | 8   | 11  | 6   | 1  | 0  | 0  | 0  | 0  |
| 1978–79   | Tulsa Oilers        | CHL       | 22  | 4  | 8   | 12  | 35  | —  | —  | —  | —  | —  |
| Total NHL | Total NHL           | Total NHL | 465 | 79 | 136 | 215 | 365 | 35 | 5  | 8  | 13 | 66 |

## Logros
- WCHL All-Star Team – 1971